# Nieżyn
Nieżyn (niem. Nessin) – wieś sołecka w Polsce położona w województwie zachodniopomorskim, w powiecie kołobrzeskim, w gminie Siemyśl. Wieś jest siedzibą sołectwa Nieżyn, w skład którego wchodzi również Mącznik.
31 grudnia 2013 r. Nieżyn miał 235 mieszkańców.

## Położenie
Nieżyn leży przy skrzyżowaniu dróg powiatowych Rościęcino – Rzesznikowo oraz Gościno – Byszewo. Leży ok. 15 km na południe od Kołobrzegu, ok. 3 km na północ od Siemyśla, ok. 7 km na zachód od Gościna i ok. 5 km na wschód od Byszewa.

## Historia

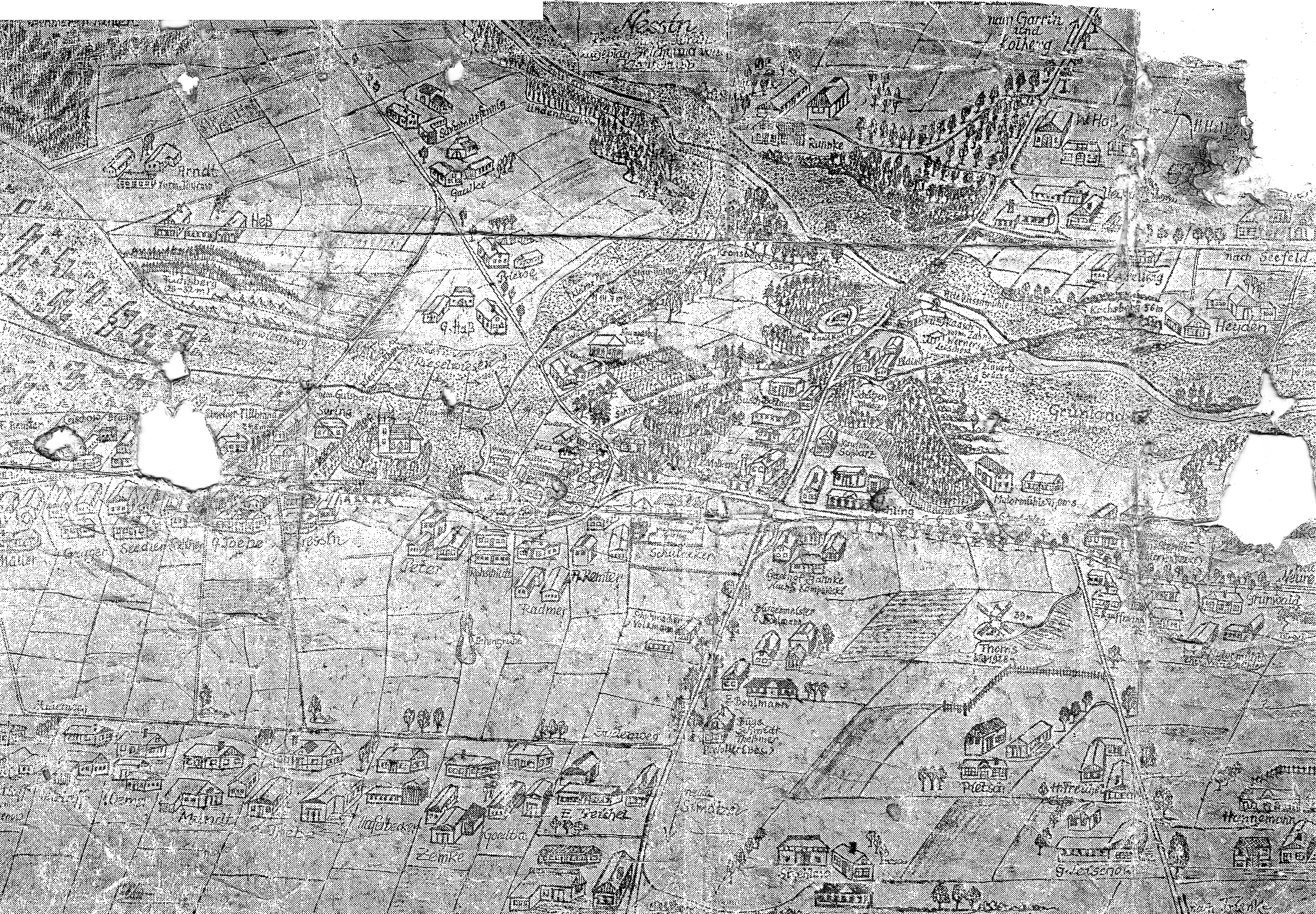

Po raz pierwszy miejscowość wzmiankowana w 1269 r. jako Nesin, kiedy to biskup kamieński Hermann von Gleichen sprzedał wioskę opatowi klasztoru w Dargun. Później wieś była własnością kapituły kołobrzeskiej. Do reformacji Nieżyn należał do parafii w Unieradzu, po niej zaś do parafii ewangelickiej w Siemyślu. W XVII w. wioska była lennem rodu von Manteuffel (m.in. w 1600 r. właściciel osady płk Christoph von Manteuffel rozbudował kościół w Nieżynie). Po pokoju westfalskim i podziale księstwa pomorskiego miejscowość wchodziła w skład Brandenburgii, potem Prus i Niemiec. W następnych latach wieś należała kolejno do rodów von Wachholz, Steffenhagen i von Troschke (w 1874 r. miejscowy majątek liczył ok. 2700 mórg ziemi). Według danych z 1910 r. Nieżyn liczył 365 mieszkańców, a w 1925 r. – 438 mieszkańców. Wchodził w skład okręgu (Amt) Unieradz i parafii ewangelickiej w Siemyślu. Do 1945 r. w granicach Niemiec. Od 1945 r. wchodzi w skład Polski. W latach 1950–1998 miejscowość administracyjnie należała do województwa koszalińskiego.

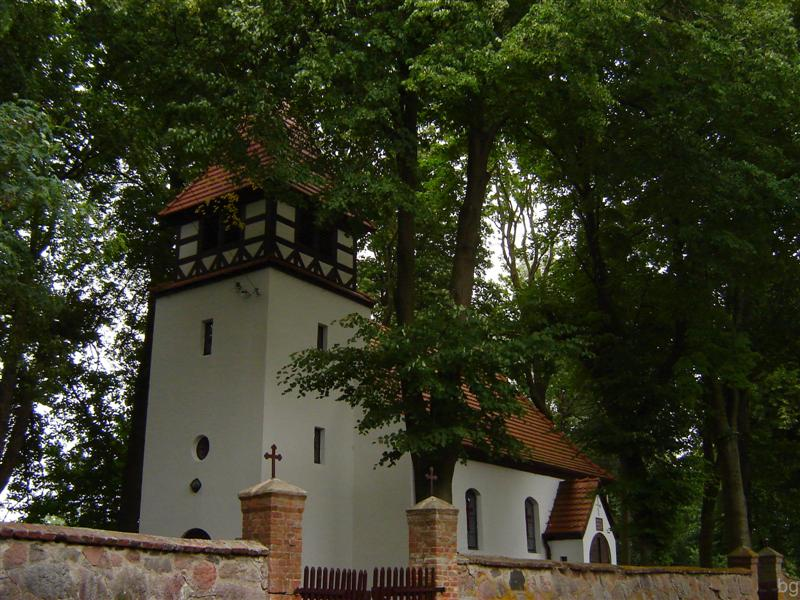
Kościół filialny pw. św. Jana Chrzciciela w Nieżynie

## Zabytki
- Kościół filialny pw. św. Jana Chrzciciela, romański, z XIII w., kamienny, z czworoboczną wieżą ze współczesną nadstawą z hełmem ostrosłupowym[11]. Rozbudowany w 1600 r. przez dodanie małej kruchty[6]. Przed wejściem do świątyni są umieszczone XVIII-wieczne płyty nagrobne[5]. Pierwotnie w kościele w Nieżynie znajdował się dzwon z XV w., który w 1940 r. został zarekwirowany dla potrzeb wojskowych przez miejscowe władze, jednakże nie został przetopiony i dzisiaj znajduje się w kościele w Lorch[5].

## Wspólnoty religijne
Nieżyn wchodzi w skład parafii rzymsku-katolickiej pw. św. Stanisława Kostki w Siemyślu, zaś kościół pw. św. Jana Chrzciciela jest filią kościoła parafialnego w Siemyślu.

## Transport
Połączenie autobusowe z Kołobrzegiem jest obsługiwane przez kilku przewoźników. Przez Nieżyn przebiegają również linie autobusowe do Rymania, Szczecina i Gościna. Na terenie wsi znajduje się 1 przystanek autobusowy.

## Turystyka
We wsi znajdują się liczne stawy, wykorzystywane w celach agroturystycznych (m.in. wędkarstwo) oraz stadnina koni.